# Euffigneix
Euffigneix település Franciaországban, Haute-Marne megyében. Lakosainak száma 299 fő (2022. január 1.). Euffigneix Autreville-sur-la-Renne, Buxières-lès-Villiers, Gillancourt, Jonchery és Villiers-le-Sec községekkel határos.

## Népesség
A település népességének változása:
| Lakosok száma | 164  | 311  | 302  | 274  | 311  | 308  | 302  | 302  | 298  | 299  |
|               | 1968 | 1982 | 1990 | 2006 | 2013 | 2015 | 2017 | 2019 | 2020 | 2022 |